# スプリングス (音楽グループ)
SPRINGS（スプリングス）は日本のソフトロック・音楽ユニットである。

## 概要
1995年、シンディ浅田と渡辺博之のユニットとしてスタート。セクサイト・レーベルのコンピレーション・アルバム『INTRODUCING…SEXCITE』にRoger Nichols & The Small Circle Of Friendsの「THE DRIFTER」のカバーで参加後、翌1996年1月に同レーベルからミニ・アルバム『SPRINGS』で正式デビュー。その卓越したメロディー・センスと極上のコーラス・ワークがソフトロックファンから注目された。同年春、デビュー時からレコーディングに参加していたキーボード奏者・土屋剛が正式メンバーとして加入しアルバム制作を開始するが、レコーディング完了直後に諸事情でシンディ浅田が脱退。1997年2月に二代目ボーカリストとして毛利公美子が加入し、新たな手直しを加えて完成させたアルバム『PICNIC』が同年10月にリリースされ、「和製ソフト・ロックの最高峰」と絶賛されるほどの高い評価を得た。
1998年5月にシンディ浅田在籍時の全音源を収録した編集盤『MARVELOUS SPRINGS』をリリース後、しばらく活動休止状態となるが、2001年にミニ・アルバム『THE ENJOYMENT OF HARMONY』をリリース。2002年には、ブライアン・ジョーンズ・トリビュート・アルバム『HEART OF STONE』に、ローリング・ストーンズの「YESTERDAYS’ PAPER」「DANDELION」のカバーで参加している。2003年1月、アルバム『HEART OF STONE』発売記念ライブ出演後、再び活動休止状態が続いたが、2009年、シンディ浅田のソロ・アルバム「I Remember You ~Memories of Lola~」の制作を契機にオリジナル・メンバーが集結。新生スプリングスとして再スタートを切った。